# Ramsden Heath
Ramsden Heath är en by i Essex i England. Orten har 1 665 invånare (2001).